# Esther Garrel
Esther Garrel (* 18. února 1991 Paříž) je francouzská herečka, dcera režiséra Philippe Garrela a herečky Brigitte Sy. V roce 1999 se objevila v krátkém dokumentárním filmu Zanzibar à Saint-Sulpice režiséra Gérarda Couranta. V roce 2001 hrála v otcově filmu Sauvage innocence. První větší roli dostala až v roce 2011 ve filmu 17 dívek a o rok později hrála hlavní roli ve filmu Jeunesse.

## Filmografie
- Zanzibar à Saint-Sulpice (1999)
- Sauvage innocence (2001)
- Rien dans les poches (2008)
- Mes copains (2008)
- Krásná Junie (2008)
- Non ma fille, tu n'iras pas danser (2009)
- Armandino e il madre (2010)
- 17 dívek (2011)
- Nevěstinec (2011)
- Jeunesse (2012)
- Znovu zamilovaná (2012)
- Žárlivost (2013)
- Pan pleure pas (2014)
- L'Astragale (2014)
- Après Suzanne (2016)
- Victor ou la piété (2016)
- L'Indomptée (2016)
- Milenec na jeden den (2017)
- Dej mi své jméno (2017)
- Thirst Street (2017)
- The Great Pretender (2018)
- Vivre sans eux (2018)
- Sisters in Arms (2019)
- Geniusze (2020)
- En attendant mai (2021)
- Julia (2022)
- La Lune crevée (2022)